# Munizipalität Aspindsa
Die Munizipalität Aspindsa (georgisch ასპინძის მუნიციპალიტეტი, Aspindsis munizipaliteti)  ist eine Verwaltungseinheit (etwa entsprechend einem Landkreis) in der Region Samzche-Dschawachetien im Süden Georgiens.

## Geographie
Verwaltungszentrum der Munizipalität Aspindsa ist die namensgebende Minderstadt (georgisch daba, დაბა) Aspindsa. Die 825 km² große Munizipalität grenzt im Westen an die Munizipalität Achalziche, im Norden an die Munizipalität Bordschomi und im Osten an die Munizipalität Achalkalaki, die ebenfalls alle zur Region Samzche-Dschawachetien gehören. Im Südwesten verläuft die Staatsgrenze zur Türkei.
Die Munizipalität wird vom Süden bis Nordwesten von der Kura (georgisch Mtkwari) durchflossen. Im Norden erhebt sich das Trialeti-Gebirge mit seinem höchsten Gipfel Schawiklde (2850 m) im äußersten Nordosten, beim Zusammentreffen der drei Munizipalitäten Achalkalaki, Aspindsa und Bordschomi. Südwestlich der Kura steigt das Eruscheti-Gebirge (georgisch ერუშეთის ქედი, Eruschetis kedi) an, das sich bis in die Türkei erstreckt, wo seine höchsten Gipfel liegen, darunter der 3033 m hohe Kel Dağı (georgisch ზიარეთი, Siareti); der höchste Berg des Gebirges auf dem Territorium Georgiens ist der Gumbati (2964 m) im Südwesten der Munizipalität Aspindsa unweit der Staatsgrenze.

## Bevölkerung und Verwaltungsgliederung
Die Munizipalität hat 10.600 Einwohner (Stand: 2021). Die Einwohnerzahl war mit 10.372 Einwohnern (2014) gegenüber der vorangegangenen Volkszählung (13.010 Einwohner 2002) um etwa ein Viertel gesunken, nachdem sie zuvor seit Mitte des 20. Jahrhunderts relativ stabil war.
Bevölkerungsentwicklung
Anmerkung: Volkszählungsdaten. 1944 Zwangsumsiedlung der Mescheten aus dem Gebiet (1939: 21.612).

86,4 % der Einwohner sind Georgier, aber auch der Anteil der Armenier ist mit 13,3 % bedeutend (2014).
Die größten Ortschaften neben dem Hauptort Aspindsa (2793 Einwohner) sind mit jeweils über 500 Einwohnern die Dörfer Chisabawra, Damala und Oschora (2014).
Die Munizipalität gliedert sich in zwölf Gemeinden (für die Minderstadt als „Territorialorgan“ bezeichnet, georgisch teritoriuli organo, ტერიტორიული ორგანო, für die Dörfer georgisch temi, თემი beziehungsweise bei nur einer Ortschaft einfach „Dorf“, georgisch sopeli, სოფელი) mit insgesamt 25 Ortschaften:
| Gemeinde   | Anzahl Ortschaften | Einwohner (2014) |
| ---------- | ------------------ | ---------------- |
| Aspindsa 1 | 2                  | 3149             |
| Azqwita    | 1                  | 466              |
| Chisabawri | 3                  | 1041             |
| Damala     | 1                  | 1234             |
| Dsweli     | 2                  | 661              |
| Idumala    | 2                  | 830              |
| Nakalakewi | 5                  | 1166             |
| Orgora     | 2                  | 271              |
| Ota        | 1                  | 324              |
| Rustawi    | 1                  | 427              |
| Toloschi   | 3                  | 705              |
| Wargawi    | 2                  | 98               |

## Geschichte
Das Gebiet der Munizipalität lag nach dem Zerfall des Königreiches Georgien im 16. Jahrhundert zum Teil im zunächst unabhängigen staatlichen Gebilde Samzche-Saatabago (Meschetien), zum Teil im von diesem zeitweise mitregierten oberen Dschawachetien. Beide wurden aber bald vom Osmanischen Reich annektiert. Nach der Angliederung des Gebietes an das Russische Reich infolge des Russisch-Türkischen Krieges von 1828/29 kam es zum Gouvernement Tiflis und gehörte bis in die Anfangsjahre der Sowjetunion größtenteils zu dessen Ujesd Achalziche, zum Teil zum Ujesd Achalkalaki.
1933 wurde der eigenständige Rajon Aspindsa ausgegliedert. Im November 1944 wurden sämtliche Angehörige der Mescheten, einer türkischsprachigen Volksgruppe überwiegend muslimischen Glaubens, die zu diesem Zeitpunkt etwa zwei Drittel der Bevölkerung des Rajons ausmachten, im Rahmen einer stalinistischen Umsiedlungsaktion in die mittelasiatischen Sowjetrepubliken deportiert. Von diesem Ereignis erholte sich die Bevölkerung des Gebietes bis heute nicht, da dort im Gegensatz zu anderen, wirtschaftlich bedeutenderen betroffenen Teilen Georgiens nur wenige Angehörige anderer Volksgruppen neu angesiedelt wurden.
Nach der Erlangung der Unabhängigkeit Georgiens wurde der Rajon 1995 der neu gebildeten Region Samzche-Dschawachetien zugeordnet und 2006 in eine Munizipalität umgebildet.

## Sehenswürdigkeiten
Die bedeutendsten Kulturdenkmale der Munizipalität liegen an der Kura oberhalb von Aspindsa: die Höhlenstadt Wardsia aus dem 12. Jahrhundert und das ab dem 8. Jahrhundert entstandene Höhlenkloster Wanis Kwabebi.

## Verkehr
Durch die Munizipalität Aspindsa verläuft die internationale Fernstraße S11 von Achalziche kommend weiter über Achalkalaki und Ninozminda zur armenischen Grenze, zugleich Teil der Europastraße 691. Sowohl über Achalziche, als auch über Achalkalaki–Ninozminda besteht Anschluss in Richtung der Hauptstadt Tiflis. Von der S11 die Kura aufwärts über Wardsia bis vor die türkische Grenze führt die Nationalstraße Sch58 (შ58). Eigenen Bahnanschluss besitzt die Munizipalität nicht; die nächstgelegenen Bahnstationen befinden sich in der Zentren der benachbarten Munizipalitäten Achalziche und Achalkalaki.